# Riksdagen 1631
Riksdagen 1631 ägde rum i Stockholm.
Ständerna sammanträdde den 25 maj 1631. Kungen var inte närvarande, varför denna sammankomst även benämns som utskottsmöte. Adeln valde Åke Axelsson (Natt och Dag) till lantmarskalk.
En förhöjd boskapsskatt och förhöjd lilla tullenbeviljades.
Riksdagen avslutades den 8 juni 1631.